# Наполеон Эйнштейн
Наполеон Эйнштейн (там. நெபோலியன் ஐன்ஸ்டீன், англ. Napoleon Einstein; род. 16 августа 1989) — индийский крикетист-бэтсмен. Выступает в Индийской Премьер-Лиге в команде Ченнаи-Супер-Кингс.
Дебютировал в матче с Кералой 16 февраля 2007 года в Секундерабаде.

## Имя
Эйнштейн объясняет происхождение своего необычного имени так:

Мой дед был учёным. Однажды он написал письмо Эйнштейну и даже получил ответ. Я читал его, но так и не понял, о чём там написано. Моя мать по образованию физик и преподаёт физику в школе. Вот меня и назвали Эйнштейном. Наполеон — так зовут моего отца.
…
Мы не верим в Бога. В нашей семье все — рационалисты. Другим людям дают имена в честь богов: «Кришна», «Рама», а нас назвали Эйнштейном и Наполеоном в честь великих людей.